# Philippe de Hesse-Darmstadt
Philippe de Hesse-Darmstadt (Darmstadt, 20 juillet 1671 - Vienne, 11 août 1736) est un prince de la lignée de Hesse-Darmstadt, Feldmarschal impérial et gouverneur de Mantoue.

## Biographie
Philippe est le plus jeune fils de Louis VI de Hesse-Darmstadt (1630–1678) et de sa seconde épouse Élisabeth de Saxe-Gotha (1640–1709).
Philippe combat pour l'Autriche pendant la guerre de succession d'Espagne et devient Feld-maréchal en 1708, commandant les troupes impériales qui conquièrent le royaume de Naples. Après la guerre 1714, sous l'influence du Eugène de Savoie, il devient gouverneur du duché de Mantoue jusqu'à sa mort. Il est colonel-propriétaire du « regiment de Hessen-Darmstadt Kürassiere » (Hesse-Darmstadt cuirassiers) de 1701 à 1737
Philippe était un grand amateur de musique. Quand il commandait les troupes autrichiennes à Naples, il était le patron de Nicola Porpora, et quand il devient gouverneur de Mantoue, il prit Antonio Vivaldi comme maitre de chapelle. Ce dernier écrivit l'opéra Tito Manlio en l'honneur de Philippe.

## Famille
Philippe épouse le 24 mars 1693 à Bruxelles, Marie-Thérèse de Croÿ (1673–1714), fille de Ferdinand François Joseph, duc de Croy-Havré. Pour ce mariage, il se convertit au catholicisme, malgré les protestations de sa mère.
Ils ont cinq enfants :
- Joseph (1699−1768), évêque d'Augsbourg
- Guillaume Louis (1704, mort jeune)
- Théodora (6 février 1706 – 23 janvier 1784), mariée en 1727 à Antoine-Ferdinand de Guastalla (1687–1729), sans descendance.
- Léopold (1708–1764), feld maréchal, marié en 1740 à Enrichetta d'Este de Modène (1702–1777)
- Charles (1710-1710)